# Sinner (Joan Jett)
Sinner è il decimo album di Joan Jett, pubblicato nel 2006 per l'etichetta discografica Blackheart Records.

## Tracce
1. Riddles (Jett, Laguna, Perry) 4:01
2. A.C.D.C. (Chapman, Chinn) 3:20 (Sweet Cover)
3. Five (Hanna, Jett, Vallance) 5:14
4. Naked (Jett, Yuly) 3:51
5. Everyone Knows (Jett, Laguna, Vallance) 3:13
6. Change the World (Crooked, Jett, Laguna) 3:07
7. Androgynous (Westerberg) 3:08 (The Replacements Cover)
8. Fetish (Jett) 3:23
9. Watersign (Hanna, Jett, Vallance) 3:10
10. Tube Talkin' (Hanna, Jett) 3:37
11. Turn It Around (Jett) 3:44
12. Baby Blue (Hanna, Jett, Laguna) 4:06
13. A 100 Feet Away (Anders, Jett, Laguna) 2:33
14. Bad Time (Jett, Laguna, Levine) 7:35

## Formazione
- Joan Jett - voce, chitarra
- Dougie Needles - chitarra
- Enzo Penizzotto - basso
- Kenny Laguna - tastiere
- Thommy Price - batteria